# Gynacantha auricularis
Gynacantha auricularis är en trollsländeart som beskrevs av Martin 1909. Gynacantha auricularis ingår i släktet Gynacantha och familjen mosaiktrollsländor. Inga underarter finns listade i Catalogue of Life.